# 尾紋南鰍
尾紋南鰍（學名：Schistura cincticauda）為輻鰭魚綱鯉形目條鰍科南鰍屬的其中一種。分布於亞洲泰國及緬甸薩爾溫江流域，體長可達5公分，棲息在河川底中層水域，生活習性不明。

## 扩展阅读
維基物種上的相關：尾紋南鰍